# Lídia Mattos
Pour les articles homonymes, voir Mattos.
Lídia Mattos (née le 10 octobre 1924 à Rio de Janeiro et morte le 22 janvier 2013 dans la même ville) est une actrice brésilienne.

## Biographie
Au cinéma, Lídia Mattos apparaît dans des films tels que Dedé Mammato et A Menina do Lado. À la télévision, elle a joué dans les telenovelas telles que Selva de Pedra, O Bem-Amado, Plumas e Paetês, Brilhante et A Próxima Vítima.
Lídia est la mère de l'actrice Dilma Lóes (pt) et la grand-mère de l'actrice Vanessa Lóes (pt).